# Touretteův syndrom
Touretteův syndrom (čti [turetův], zkratka TS) je vrozené neurologicko-psychiatrické onemocnění, které se začíná projevovat v dětství, nejčastěji kolem 7. roku věku, nebo v období adolescence. Projevuje se několika pohybovými a zvukovými tiky. Běžnými projevy tiků jsou mrkání, kašlání, odkašlávání si, posmrkávání a záškuby v obličeji. Tyto tiky jsou běžně předcházeny tzv. výstražnými pocity, což jsou mimovolní pocity nebo nutkání ve svalu, které mění místo výskytu, sílu i frekvenci a které někdy mohou být dočasně potlačeny vůlí. Avšak při jejich delším zadržování zesílí vnitřní napětí natolik, že je nelze již déle potlačovat a dochází k intenzivnímu vybíjení nashromážděných tikových projevů (tzv. rebound fenomén). TS leží na těžším konci spektra tikových poruch.
Touretteův syndrom býval považován za vzácný a bizarní syndrom, který býval spojován s koprolálií. V současné době již TS za vzácný není považován, trpí jím okolo 1 % školních dětí a adolescentů. Koprolálie se však vyskytuje pouze u menšiny lidí. K diagnostikování TS nejsou zavedeny žádné speciální testy a diagnóza není vždy správně určená, protože se ve většině případů jedná o případy lehké a závažnost tiků u většiny dětí s dospíváním klesá. Proto zůstává mnoho případů nediagnostikovaných. V dospělosti je extrémní forma TS vzácná. TS žádným způsobem neovlivňuje inteligenci ani délku života.
Na Touretteův syndrom neexistuje žádný lék. Ve většině případů ani nejsou léky na tiky potřeba, hlavní léčbou bývají behaviorální terapie. Důležitou částí léčebného procesu je také vzdělávání. Samotné vysvětlení syndromu často poskytuje dostatečné ujištění, že žádná další léčba není potřeba. U jedinců, kteří speciální léčbu vyžadují, se často vyskytují přidružené poruchy chování, jako je např. hyperaktivita s poruchou pozornosti (ADHD) nebo obsedantně kompulzivní porucha (OCD), které je třeba správně odlišit a léčit.
Onemocnění nese název francouzského neurologa Georgese Gillese de la Tourettea, který v r. 1885 publikoval příběh devíti pacientů s „křečovitými tiky“. Zatímco přesná příčina je stále neznámá, odborníci se shodují, že se nejspíš jedná o kombinaci genetiky a vlivu prostředí. Mechanismus pravděpodobně zahrnuje dysfunkci v nervovém obvodu mezi bazálními ganglii a příbuznými strukturami mozku.
V České republice nemocným a jejich rodinám pomáhá Občanské sdružení ATOS – Asociace pacientů s Touretteovým syndromem. V roce 2014 vzniklo v Praze první ambulantní Centrum pro tiky a Touretteův syndrom v rámci Institutu neuropsychiatrické péče (INEP).

## Klasifikace
Touretteův syndrom je klasifikován jako porucha pohybového aparátu (porucha nervové soustavy, která způsobuje abnormální nebo mimovolní pohyby). Podle pátého vydání Diagnostického a statistického manuálu mentálních poruch (DSM) vydaného v roce 2013 je TS kategorizován jako neurovývojová porucha. Aby byl pacientovi tento syndrom diagnostikován, musí se u něj projevovat po dobu nejméně jednoho roku několik pohybových a aspoň jeden typ zvukových tiků, které nemohou být vysvětleny žádnou jinou příčinou nebo užíváním látek. Tiky jsou náhlé, opakující se, nerytmické pohyby, které zapojují několik svalových skupin. Zvukové (fonické) tiky zapojují svaly hrtanu, svaly hltanu, svaly ústní, nosní nebo dýchací.
Další z poruch ve spektru tikových poruch je například chronická motorická nebo vokální tiková porucha, kdy je jeden z typů tiků (pohybový, nebo zvukový) přítomen déle než jeden rok, a přechodná tiková porucha, kdy je jeden z typů tiků přítomen dobu kratší než jeden rok. Někteří odborníci tvrdí, že TS a chronická motorická nebo vokální tiková porucha by měly být považovány za stejnou nemoc, protože zvukové tiky jsou zároveň i pohybové tiky ve smyslu, že se jedná o svalové stahy nosních nebo dýchacích svalů.
Páté vydání DSM nahradilo název „krátkodobá tiková porucha“ za „přechodná tiková porucha“, protože autoři seznali, že slovo „krátkodobý“ lze použít pouze při zpětném pohledu. Světová zdravotnická organizace (SZO, anglická zkratka WHO) v desátém vydání Mezinárodní klasifikace nemocí v páté kapitole o mentálních a behaviorálních poruchách definuje tikovou poruchu jako „kombinovanou vokální a mnohočetnou tikovou poruchu (syndrom de la Tourette)“. Mezinárodní výzkumy preferují definici DSM.
Genetické studie naznačují, že tikové poruchy zastřešují spektrum, které v současné diagnostice není čistě rozpoznatelné. Studie od roku 2008 předkládají, že TS není jednotná nemoc s jasným mechanismem, jako je popisováno v již existujících klasifikačních systémech. Dále navrhují, že by místo toho měl být rozpoznáván „čistý TS“ a TS doprovázen hyperaktivitou s poruchou pozornosti (ADHD), obsedantně kompulzivní poruchou (OCD) nebo jinými poruchami. Objasnění těchto podtypů čeká na lepší pochopení genetických a jiných příčin tikových poruch (podobných podtypům jiných chorob, například v rozeznávání cukrovky 1. a 2. typu).

## Charakteristika

### Tiky
Tiky jsou pohyby nebo zvuky, které se odehrávají „náhle a opakovaně na pozadí normální motorické aktivity“ a které vypadají jako „normální chovaní, které se pokazilo“. Tiky jsou spojeny s nárůstem a úbytkem TS, takže mění svou četnost, frekvenci, závažnost i místo výskytu. U každého jedince má TS svůj vlastní vzorec výkyvů. Při stresu, duševním vypětí, úzkosti, nemoci nebo i během odpočinkové aktivity, jako je sledování televize, se tiky zhoršují. Zmírnit se mohou, když je jedinec zaneprázdněn a soustředěn na aktivitu, jako je hra na hudební nástroj.
Na rozdíl od abnormálních pohybů spojených s jinými poruchami hybnosti jsou tiky u Touretteova syndromu nerytmické, dočasně potlačitelné a často jim předchází nechtěná nutkání podobná nutkání si kýchnout nebo se poškrábat. Taková nutkání časem pocítí asi 90 % jedinců s TS. Pocity, které předcházejí projevu tiku, se označují jako výstražné pocity. Lidé popisují tiky jako nahromadění napětí, tlaku nebo energie, které se nakonec rozhodnou vědomě uvolnit, jako by to „museli udělat“, aby se zbavili nepříjemného pocitu, nebo dokud se necítí dobře. Nutkání může v části těla spojené s výsledným tikem vyvolat nepříjemný pocit. Tik je pak reakcí, která tomuto pocitu v místě výskytu uleví. Příklady takovýchto nutkání jsou pocity, že máme něco v krku, což vede k tiku si odkašlat a krk si vyčistit, nebo lokalizované nepříjemné pocity v ramenou, které vedou k pokrčení ramen. Samotný tik může být úleva od tohoto napětí nebo pocitu, podobně jako když se škrábete při svědění nebo mrkáte, abyste se zbavili nepříjemného pocitu v oku. Někteří lidé s TS si nemusí být výstražných pocitů spojených s tiky vědomi. Děti si ho mohou být vědomy méně než dospělí, ale jejich povědomí má tendenci se s dospělostí zvyšovat a ve věku deseti let už většina dětí výstražné pocity rozpozná.
Výstražné pocity, které tiku předcházejí, umožňují jeho potlačení. Schopnost potlačit tiky se u jednotlivých jedinců liší a u dospělých může být rozvinutější než u dětí, ale často vede k napětí nebo psychickému vyčerpání. Po delší době potlačování tak může dojít ke značnému zhoršení tiků například ve škole nebo v práci. Někteří nemocní k potlačení nutkání vyhledají odlehlé místo, jiní své projevy skrývají tak, že je maskují zdánlivě účelnými činnostmi (např. po trhnutí hlavou naznačují upravování účesu). Tyto přídavné pohyby nazýváme parakineze (= porucha souladnosti pohybů). Děti mohou potlačovat tiky i v ordinaci lékaře, takže může být potřebné je pozorovat v situacích, kdy si toho nejsou vědomy.
Mezi komplexní tiky související s řečí patří koprolálie, echolálie a palilálie. Koprolálie je spontánní vyslovování společensky nevhodných nebo tabuizovaných slov či frází. Přestože je nejvíce medializovaným příznakem Touretteova syndromu, projevuje se pouze u 10 % osob s TS a není nutná pro stanovení diagnózy. Echolálie (= opakování slov druhých) a palilálie (= opakování vlastních slov) se vyskytují pouze v menšině případů. Mezi komplexní motorické tiky patří kopropraxie (= obscénní nebo zakázaná gesta nebo nevhodné doteky), echopraxie (= opakování nebo napodobování jednání jiné osoby) a palipraxie (= opakování vlastních pohybů).

### Nástup a průběh
Žádný typický případ Touretteova syndromu neexistuje, ale věk nástupu a závažnost příznaků mají poměrně spolehlivý průběh. Ačkoli může k nástupu tiků dojít kdykoli před osmnáctým rokem, typický věk nástupu tiků je od pěti do sedmi let. Studie z roku 1998 provedená Yale Child Study Center ukázala, že závažnost tiků se s věkem zvyšuje a nejvyššího bodu dosáhne mezi osmým a dvanáctým rokem. Závažnost tiků se pak u většiny dětí s přechodem do puberty postupně snižuje; u poloviny až dvou třetin dětí dochází k dramatickému poklesu.
U lidí s TS se první tiky obvykle objevují v oblasti hlavy, obličeje a ramen a zahrnují mrkání, pohyby obličeje, smrkání a odkašlávání. Hlasové tiky se často objevují až měsíce nebo roky po ticích motorických, ale mohou se objevit i jako první. U lidí se závažnějšími tiky se mohou objevit také komplexní tiky, včetně „narovnávání rukou, dotýkání se, poklepávání, skákání a poskakování“. U kontrastních poruch (např. poruchy autistického spektra) se vyskytují různé pohyby, jako je sebestimulace a stereotypie.
Závažnost příznaků se u lidí s TS značně liší a mnoho případů může zůstat neodhaleno. Většina případů je mírná a téměř neznatelná, a tak si mnoho lidí s TS ani nemusí uvědomovat, že tiky má. Většina dospělých má mírné příznaky a nevyhledá lékařskou pomoc. Zatímco u většiny lidí tiky po dospívání ustupují, některé z „nejzávažnějších a nejvíce vysilujících forem tikové poruchy“ se vyskytují u dospělých. V některých případech jsou tiky, které se zdají být novými, pouze tiky z dětství, které se znovu objevují.

### Neuropsychologická činnost
U osob s Touretteovým syndromem se nevyskytují žádné závažné poruchy neuropsychologických funkcí, ale doprovodné nemoci, které se vyskytují spolu s tiky, mohou způsobit odchylky v neurokognitivní funkci. K rozklíčování případných neuropsychologických rozdílů mezi jedinci s pouze TS a jedinci s komorbidními poruchami je potřeba tyto poruchy lépe pochopit.
V oblasti intelektu, pozornosti a neverbální paměti byly zjištěny pouze mírné poruchy. Ty však mohou být následkem ADHD, jiných komorbidních poruch nebo závažnosti tiků. Na rozdíl od dřívějších poznatků, porucha v zapojení vizuomotoriky a vizuokonstrukčních schopností zjištěna nebyla, ačkoli komorbidní poruchy mohou mít vliv na motoriku. Komorbidní poruchy a závažnost tiků mohou být také příčinou kolísavých výsledků v plynulosti řeči. Dále se mohou vyskytovat mírné poruchy v sociálním vnímání, které však neovlivní schopnost plánovat nebo se rozhodovat. U dětí, které mají pouze TS, se kognitivní deficit neprojevuje. V testech pohybové koordinace na rychlost jsou ve své věkové kategorii nad průměrem a neustálým potlačováním tiků mohou mít výhodu v přepínání mezi úkoly díky zvýšené inhibiční kontrole.
U pacientů s TS se mohou také vyskytnout specifické poruchy učení, ale zda jsou jejich příčinou tiky nebo komorbidní poruchy, je sporné. Starší studie, které uváděly vyšší míru poruch učení, nebraly v potaz přítomnost komorbidních poruch. Často jsou u komorbidních osob s TS uváděny poruchy grafického projevu či počítání.
Člověk může mít i nutkání vydávat zvířecí zvuky či sprostá slova.

## Léčba
TS je vrozené chronické onemocnění, které nelze zcela vyléčit. Princip léčby TS spočívá v ovlivnění příznaků nemoci, tedy ve zmírňování tiků a projevů přidružených poruch.
Základem léčby TS je včasná a správná diagnóza. Je důležité, aby nemocný i jeho okolí byli o nemoci řádně informováni. Samotné pochopení příčiny vlastních obtíží má pro nemocného nezastupitelný léčebný efekt. Před dětmi by se diagnóza TS neměla tajit, ale měla by jim být úměrně jejich věku a chápání vysvětlena. Nemocný by měl být veden ke snaze vyrovnat se se svými obtížemi a naučit se o svých problémech otevřeně hovořit. Dostane-li se do nového prostředí, neměl by váhat vysvětlit ostatním, jaká je podstata jeho obtíží, aby předešel případnému nedorozumění či posměchu.
V léčbě TS hrají zásadní roli režimová opatření, zejména uplatnění speciálních postupů při výchově a výuce ve škole. Nemocní by se také měli chránit před nadměrným stresem. Vhodné je podporovat a rozvíjet zájmové aktivity, neboť v průběhu řady činností, které děti baví a soustředí se při nich, projevy TS z velké části ustupují. Nezastupitelnou pozici má psychologické poradenství a psychoterapie. Její efekt může být zvláště přínosný k ovlivnění přidružených poruch chování.
K léčbě farmaky by se mělo přistoupit až tehdy, pokud předchozí prostředky selhávají. Většina dostupných preparátů působí tak, že ovlivňuje přenos nervových signálů v mozku a tím tlumí projevy onemocnění. Základní strategií léčby není potlačit všechny tiky (či projevy poruch chování), ale omezit je na snesitelnou míru. Při nasazení léku je třeba počítat s tím, že účinek nemusí přijít ihned, ale až s určitým odstupem (obvykle 2–3 týdny). Navíc lék, který dobře funguje u jednoho nemocného, nemusí být dostatečně účinný u druhého, proto je někdy nutné postupně vyzkoušet více preparátů. Nesmíme také zapomenout na možné riziko vzniku vedlejších účinků. Nejčastěji jimi jsou nadměrná únava, otupělost, přibývání na váze nebo nevolnost. Při jejich výskytu je třeba neprodleně informovat ošetřujícího lékaře. Někdy je nutné lék vysadit či vyměnit za jiný, jindy stačí pouze upravit dávkování.